# 18617 Puntel
18617 Puntel este un asteroid din centura principală de asteroizi.

## Descriere
18617 Puntel este un asteroid din centura principală de asteroizi. A fost descoperit pe 24 februarie 1998 aux Tardieux, dans les Alpes-de-Haute-Provence de Michel Bœuf. Asteroidul prezintă o orbită caracterizată de o semiaxă mare de 2,14 ua, o excentricitate de 0,06 și o înclinație de 3,1° în raport cu ecliptica.